# Alexander S. Webb
Alexander Stewart Webb (Nueva York, 15 de febrero de 1835 - Nueva York, 12 de febrero de 1911) fue un militar estadounidense. Fue oficial del Ejército de los Estados Unidos y general del Ejército de la Unión durante la guerra civil estadounidense que recibió la Medalla de Honor por valentía en la Batalla de Gettysburg. Luego de la guerra, fue un miembro importante de la sociedad neoyorquina y fue presidente del City College of New York por 33 años.